# Hans Gustl Kernmayr
Johann Gustav Kernmayr (* 10. Februar 1900 in Graz; † 9. Oktober 1977 in Prien am Chiemsee) war ein österreichischer Schriftsteller und Drehbuchautor. Er verwendete auch die Pseudonyme Hans René, A. G. Miller, Thomas Leonhard und Katja Holm.

## Leben und Wirken
Sein Vater war der Glaser und gelernte Fleischer Gustav Johann Kernmayer, seine Mutter Maria Theresia geb. Hess war die Tochter eines Metzgers. Der rechtsextreme Publizist Erich Kernmayer ist sein Cousin. Nachdem H. G. Kernmayr – gegen seinen Willen – eine Metzgerlehre absolviert hatte, wurde er im Alter von sechzehn Jahren zum ersten Mal Vater.
Er verließ das Elternhaus und vagabundierte vier Jahre durch viele Länder, vor allem in Südeuropa, wobei er seinen Lebensunterhalt auch als Masseur, Wurstverkäufer, Tanzlehrer, Holzfäller, Kohlenhändler und Schwimmlehrer verdiente. Mehrfach landete er im Gefängnis. Er wurde als Hochstapler und Heiratsschwindler bezeichnet, denn er war ein Schwarm der Frauen – der „Stier von der Steiermark“ genannt – und war viermal verheiratet (u. a. mit einer bekannten Opernsängerin, die später in New York an der Metropolitan Opera sang). Während seiner ersten Inhaftierung entdeckte Hans Gustl Kernmayr, der nur die Volksschule besucht hatte und kaum die Orthografie beherrschte, seine schriftstellerische Begabung.
Im Berlin der „Goldenen zwanziger Jahre“ hatte er seine ersten literarischen Erfolge und avancierte bald zu einem bekannten Autor. Er schrieb für den Verlag Ullstein Kurzgeschichten, Romane, Drehbücher, Bühnenstücke. Unter anderem war er bei der Wien-Film  als Dramaturg tätig. Stars von Film und Bühne waren seine Freunde, aber auch mit Politikern stand er auf vertrautem Fuße: Hans Albers, Joseph Goebbels, Adolf Hitler, Emil Jannings, Hilde Krahl, Hans Moser, Magda Schneider, Robert Stolz etc.
Bereits zum 1. Juli 1933 war er illegal (im Fürstentum Liechtenstein) in die NSDAP eingetreten (Mitgliedsnummer 1.789.825), die seit Juni bis zum „Anschluss“ Österreichs verboten war. Aus diesem Grunde musste er zunächst seine Heimat verlassen, kehrte aber nach dem „Anschluss“ zurück. „Von Seiten der NSDAP wird er als aufrechter Nationalsozialist und besonders gebefreudig beschrieben.“ Auch in der Zeit des Nationalsozialismus und während des Zweiten Weltkrieges, bis Ende der 1950er Jahre betätigte er sich als Filmdramaturg, Drehbuchschreiber, Filmregisseur, Journalist und freier Schriftsteller. In Wien wurde er Chefdramaturg und schrieb Drehbücher, unter anderem für die Filme „Einmal der liebe Gott sein“ und  „Wiener Geschichten“. Der 1944 entstandene NS-Durchhaltefilm „Die Degenhardts“ entstand nach einer Idee von H. G. Kernmayr. Während der NS-Zeit half er einigen „nicht-arischen“ Kollegen und vermittelte durch seine Kontakte mit der Gestapo. Vom Kriegseinsatz war Kernmayr freigestellt, diente nur kurze Zeit als Sonderberichterstatter an der Ostfront.
Nach Kriegsende wurden seine Schriften Kamerad Schnürschuh (1935), Ein Volk kehrt heim (1938) und Der gläserne Berg (1941) in der Sowjetischen Besatzungszone auf die Liste der auszusondernden Literatur gesetzt. In Österreich durfte Kernmayr gemäß dem österreichischen Verbotsgesetz von 1947 zeitweise nicht mehr publizieren und geriet in finanzielle Schwierigkeiten. Er konnte sich nach eigener Angabe nicht einmal mehr die Fahrtkosten zur Verhandlung über das Veröffentlichungsverbot leisten. Sein Buch „Ein Volk kehrt heim“ (über den „Anschluss“ Österreichs) wurde auf die Verbotsliste gesetzt, das Werk „Kamerad Schnürschuh“ auf die Ablieferungsliste. Kernmayr nahm zu dem erstgenannten Buch 1949 Stellung:
„Ich kann zu diesem Buch, welches aus meiner Feder stammt, einige Kommentare abgeben, doch muß ich zu dem Buch stehen, denn als ich es schrieb, glaubte ich wirklich das Richtige getan zu haben. Ich wurde in keiner Weise dazu gezwungen, sondern man hat mich seitens des Propagandaministeriums beauftragt und ich habe diesen Auftrag auf Grund meiner damaligen politischen Einstellung ausgeführt. Die österreichischen Nationalsozialisten erhoben gegen dieses Buch Einspruch, weil ich zu wenig aggressiv war und die Judenfrage nicht behandelt habe.“
Schließlich wurde Kernmayr als „minder belastet“ eingestuft und durfte sich ab 1949 wieder als Schriftsteller betätigen. Er verfasste – mehrheitlich der Trivialliteratur zuzurechnende – Erzählungen, Romane und (ab 1955) Kinder- und Jugendbücher, aber auch Sachbücher. Ein anonymer Waschzetteltext rühmt ihn:
„Seine literarischen Fähigkeiten, seine literarischen Erfolge sind immer gewürdigt worden. Dabei wurde manchmal übersehen, daß Hans Gustl Kernmayr seine Bücher nicht um des Erfolges willen schrieb, sondern weil er jene wahrhaft liebte, über die er schrieb. Diese christliche Liebe zum Mitmenschen war es, die ihn befähigte, mit souveräner Gelassenheit gleichermaßen über die Großen und Kleinen dieser Welt zu schreiben“.
Im Bereich der Kinder- und Jugendliteratur war er besonders erfolgreich mit den im Franz Schneider Verlag erschienen Mädchenbüchern: „Gitta will zum Film“, „Gitta der junge Filmstar“, „Gitta geht zur Bühne“ und „Gitta, der Stolz der Klasse“  (letztgenannte Publikation ist eine Zusammenfassung vorher genannter Bände). Aber auch seine Lausbubengeschichten und Abenteuerbücher erfreuten sich großer Beliebtheit.
Zudem verfasste er Illustriertenromane für Illustrierte wie Revue, Quick, Hörzu oder Stern. Als Peter Boenisch 1956 die Bravo gründete, schrieb Kernmayr zusammen mit seiner Ehefrau Marie Louise Fischer einige Fortsetzungsromane auch für diese Zeitschrift.
Mehrere seiner Werke wurden verfilmt (unter anderem mit O. W. Fischer, Trude Hesterberg, Josef Meinrad, Hans Moser, Magda Schneider, Bernhard Wicki).
In fünfter Ehe war Hans Gustl Kernmayr mit der Schriftstellerin Marie Louise Fischer, mit der er die Töchter Florentina und Marina und den Sohn Andreas Kristian hatte, bis zu seine Tod 1977 verheiratet; einige seiner Werke hat er wohl gemeinschaftlich mit ihr (unter den Pseudonymen A. G. Miller und Katja Holm) geschrieben, wobei auch einige ihrer Schöpfungen zunächst unter seinem Namen veröffentlicht wurden. Im Alter von 68 Jahren wurde Hans Gustl Kernmayr nochmals Vater. Mutter seines außerehelichen Sohnes, der von Marie Louise Fischer adoptiert wurde, war die junge Sekretärin des Schriftstellerehepaares.
Ende der 1970er Jahre verfasste Kernmayr zwei Jugendbücher, die über die Kindheit und Jugend von Päpsten des 20. Jahrhunderts (Pius X., Johannes XXIII., Pius XII. und Paul VI.) erzählen.

## Werke (Auswahl)

### Erzählungen, Novellen, Anekdoten
- Tagebuch für Annemarie. Novelle, 1940
- Ländliches Dekameron. Anekdoten, 1942 und weitere

### Romane
- Kamerad Schnürschuh. Roman, 1935 (eine Geschichte aus Kärnten 1914–18, gewidmet "allen tapferen deutschen Österreichern")
- Der Mann, der seine Zeit verkauft. Roman, 1935
- Abenteuer in Mexiko: Ein Roman zwischen Mexiko und England. 1936
- Ewig lebt die Liebe: Der Roman einer großen Leidenschaft. 1937
- Tatort: Schauspielhaus. Kriminalroman, 1937
- Magdalenas große Lüge. Kriminalroman, 1937
- Die große Wanderung. Roman, 1939
- Skandal um Monika. Roman, 1939
- Heißer Sommer. Roman, 1939
- Die blaue Stunde. Roman, 1939
- Große Liebe. Roman, 1940
- Der silberne Reiter. Kriminalroman, 1940
- Dreimal Hochzeit. Roman, 1941 (später unter gleichem Titel auch mit Autorenangabe Marie Louise Fischer veröffentlicht)
- Regimentsmusik. Roman, 1941
- Die Hexe Kathrin. Roman, 1941
- Cilli: Die Geschichte eines Pferdes und einer großen Liebe. 1949
- Erzherzog Johanns große Liebe. Die Liebesgeschichte der steirischen Postmeisterstochter Anna Plochl mit Erzherzog Johann. 1949, und weitere Auflagen
- Der Teufel Thomas Carner: Ein kleiner Roman. 1950
- Wir waren keine Banditen. 1950 und 1952
- Aus Liebe schuldig: Ein Roman um die Liebe zweier Menschen. 1952
- Unternehmen Edelweiß. Roman, 1954
- Ewig lebt die Liebe. Roman, 1954
- Weil du arm bist, mußt du früher sterben. Roman, 1955.
- Gefährliche Lüge. Kriminalroman, 1955 (später unter gleichem Titel unter Autorenangabe Marie Louise Fischer veröffentlicht)
- Auch der Tod ist nicht umsonst: Der Roman des braven Steuerzahlers Daniel Schattengerber. 1956
- Jede Nacht in einem anderen Bett. Liebesroman, 1956
- Motiv: Liebe groß geschrieben. 1957 und weitere, teilweise als Verfasser Marie Louise Fischer angegeben
- Die Liebe der Maria Lechner. Roman, 1958
- Hasardspiel der Liebe. Roman, 1959
- Ein Herz voll Tränen. 1960
- Der Doktor vom Samerberg. Arztroman, 1961
- Liebe, die verboten ist. Liebesroman, 1961
- Gehirnstation. Roman, 1962
- Unruhige Nächte. Liebesroman, 1965 und weitere
- Nächte voller Zärtlichkeit. Roman
- Nachtschwester Daniela. Arztroman, um 1963
- Geliebte Patientin. Arztroman, 1968
- Im gleichen Schritt und Tritt. Romantrilogie (bestehend aus Der gläserne Berg. Unternehmen Edelweiß und Kamerad Schürschuh), 1972 und 1979
- Geliebter Heiratsschwindler. Roman (später auch unter Autorenangabe Marie Louise Fischer), 1971 und weitere
- Madame Rosa: Geschichte eines noblen Etablissements. (geschrieben 1973/1974 in Törwang), 1974, ISBN 3-7844-1555-5.
- Liebe an Königshöfen. Roman, 1975
- Die letzte Kompanie. Roman, 1977
- Der Geld-Tyrann. 1975 und 1977, teilweise Marie Louise Fischer als Verfasserin angegeben
- Grüß Gott Exzellenz. Reiseaufzeichnungen eines Diplomaten ohne Auftrag. Abenteuererzählung eines Weltenbummlers, 1976
- Villa Stephanie. Liebesroman, 1977
- Lange Gasse dreizehn (später auch unter dem Titel Mutterliebe unter Autorenangabe Marie Louise Fischer veröffentlicht)

### Theaterstücke
- X für ein U: Musikalisches Lustspiel in 3 Akten. (Bühnenmanuskript. Gesangstexte v. Erich Meder. Musik v. Hans Lang), inhaltsgleich mit: Ehe auf Umwegen. 1940
- Linzer Torte: Operette. (Buch gemeinsam mit Ignaz Brantner. Gesangstexte v. Ignaz Brantner und Aldo von Pinelli. Musik v. Ludwig Schmidseder), 1944

### Kinder- und Jugendbücher
- Die waffenlose Macht. Der Roman der Barmherzigkeit. Werden und Wirken des Roten Kreuzes in aller Welt. Jugend-Sachbuch, 1953
- Gitta, der junge Filmstar.1955
- Gitta geht zur Bühne. 1955
- Gitta will zum Film. 1955
- Morgen geht’s uns besser: Ein Standardwerk der Automatisierung (erschienen unter dem Pseudonym A. G. Miller, das jeweils für ein Team von Wissenschaftlern und Autoren steht, darunter Kernmayr), Jugend-Sachbuch, 1957
- Nelly und Familie Murks. 1957
- Sonne, Mond und Sterne: Der Roman der Astronomie (unter Pseudonym A. G. Miller), Jugend-Sachbuch, 1957
- Gitta, der Stolz der Klasse. 1958
- Hans und Hanna in Italien: von reiselustigen Zwillingen und der Kunst, sich im fremden Land zurechtzufinden. um 1958 und weitere
- Hans und Hanna radeln nach Wien.1959
- Nelly hütet ihr Geheimnis. 1960
- Und sie bewegt sich doch! Der Roman der Astronomie (unter Pseudonym A. G. Miller), Jugend-Sachbuch, 1961
- Vergnügte Reise zu zweit (überarbeitete Zusammenfassung der Hanna-Reihe), 1963
- Irene überrascht alle. 1964
- Drei ganz besondere Mädchen. 1964
- Rotfuchs entkommt den Wüstenräuber. 1968
- Alle für Ronny. 1967
- Der Pepperl und ich. 1969
- Ihr verflixten Lausbuben. 1968
- Pepperl und Gustl, die Unverbesserlichen. 1969
- Ich und mein Mops. 1969
- Pepperl und Gustl suchen den lieben Herrgott. 1970
- Mein Mops ist der Grösste. 1970
- Felix der Meisterdetektiv. 1970
- Felix und die schwarzen Hunde. 1971
- Auch Päpste waren Lausbuben. Pius X., Johannes XXIII., Pius XII.. 1970
- Papst Paul VI. Das Abenteuer seiner Jugend. 1971 (2. Aufl. 1978)
- Verflixte Schule 1973
- Pepperl und Gustl reißen aus 1974
- Verflixte Lehrer. 1974
- Briefe an meinen Sohn. 1975

### Sachbücher
- Ein Volk kehrt heim! Österreichs Kampf und Befreiung. 1938
- Der gläserne Berg. Eine deutsche Odyssee vom hohen Norden. Berlin, Verlag Die Wehrmacht, 1941
- Brot und Eisen. Wanderungen durch das werktätige Kärnten. 1951
- Der goldene Helm: Werden, Wachsen und Wirken der Feuerwehren (Biografien und Zusammenstellung), Sachbuch, 1956
- Königskinder. Liebe an europäischen Fürstenhöfen. 1959
- Kochen und Reisen in der Steiermark. 1972
- Alpenländische Küche. Rezepte von einst und jetzt (postum, zusammen mit Marie Louise Fischer), 1980
- So kochte meine Mutter: Gerichte mit Herz und Verstand liebevoll zubereitet. 1984 (postum)

### Autobiografien
- Der Mann mit dem goldenen Knopf im Ohr. Autobiografie, 1970
- So alt wie dieses Jahrhundert. Die Bekenntnisse des Hans Gustl Kernmayr. Autobiografie, 1973

## Filmografie
- 1934: Ritter wider Willen (auch Regie) (Kurzfilm)
- 1934: Ich für Dich – Du für mich (Drehbuch; Regie: Carl Froelich)
- 1935: Die Fahrt in die Jugend (Drehbuch, zusammen mit Ursel Renate Hirt, Marie Stephan; Regie: Carl Boese)
- 1935: Zimmer zu vermieten (Drehbuch; Regie: Hans von Passavant) (Kurzfilm)
- 1936: Hummel – Hummel (Drehbuch, zusammen mit Gerd Tolzien, Hanns Marschall; Regie: Alwin Elling)
- 1936: Horch, horch, die Lerch im Ätherblau (Idee, zusammen mit Will Kaufmann; Regie: Jürgen von Alten) (Kurzfilm)
- 1937: Musik für Dich (Drehbuch zusammen mit Max Wallner, Georg Zoch, Karl Peter Gillmann; Regie: E. W. Emo)
- 1937: Die verschwundene Frau (Drehbuch, zusammen mit Aldo von Pinelli; Regie: E. W. Emo)
- 1939: Zwischen Strom und Steppe (Drehbuch, zusammen mit Sandor S. von Várady; Regie: Géza von Bolváry)
- 1939: Fristlos entlassen (Drehbuch; Regie: Karl Hans Leiter)
- 1939: Tiszavirág (Drehbuch, zusammen mit Lajos Biró; Regie: Géza von Bolváry)
- 1940: Donauschiffer (Drehbuch, zusammen mit Ph. L. Mayring, Robert A. Stemmle, Werner Hochbaum; Regie: Robert A. Stemmle)
- 1942: Einmal der liebe Herrgott sein (Drehbuch, zusammen mit Fritz Koselka; Regie: Hans H. Zerlett)
- 1944: Die Degenhardts (Idee)
- 1951: Wien tanzt (Idee)
- 1951: Hochzeit im Heu (Drehbuch, zusammen mit Alexander Lix; Regie: Arthur Maria Rabenalt)
- 1954: Unternehmen Edelweiß
- 1957: Kleren maken de man (Idee; Regie: Georg Jacoby)

### Vorlage zu Filmen
- Wiener G’schichten (Regie: Géza von Bolváry), 1940
- Dreimal Hochzeit (Regie: Géza von Bolváry), 1941
- Schrammeln (Regie: Géza von Bolváry), 1944 (Idee, Drehbuch: Ernst Marischka)
- Die Schuld der Gabriele Rottweil (Regie: Arthur Maria Rabenalt), 1944/50
- Erzherzog Johanns große Liebe (Regie: Hans Schott-Schöbinger), 1950
- Weil du arm bist, mußt du früher sterben (Regie: Paul May), 1956
- Jede Nacht in einem anderen Bett (Regie: Paul Verhoeven), 1957